# Rejon jaworowski
Rejon jaworowski – jednostka administracyjna Ukrainy, w składzie obwodu lwowskiego. Głównym miastem jest Jaworów.

## Historia
W 1563 roku w Jaworowie zostało utworzone starostwo. W 1569 roku Jaworów otrzymał prawo magdeburskie. W 1772 roku tereny te w wyniku I rozbioru Polski zajęte przez Austriaków, weszły w skład Galicji. W 1855 roku utworzono sądowy powiat jaworowski, który wchodził w skład cyrkułu przemyskiego. W 1867 roku z części powiatu jaworowskiego utworzono powiat krakowiecki.
W 1869 roku na terenie powiatu było 61 007 mieszkańców.
W 1920 roku w II Rzeczypospolitej powiat wszedł w skład województwa lwowskiego. 17 września 1939 roku tereny te zostały zajęte przez Armię Czerwoną.
17 stycznia 1940 roku został utworzony rejon jaworowski, wchodzący w skład obwodu lwowskiego. 13 lutego 1940 roku Rada Komisarzy Ludowych USRR podjęła decyzję o utworzeniu jaworowskiego poligonu wojskowego. Wówczas wysiedlono: 4 wsie z rejonu janiwskiego, 10 wsi z rejonu żółkiewskiego, 16 wsi z rejonu niemirowskiego. Wysiedlono 125 000 mieszkańców. Od czerwca 1941 do lipca 1944 roku tereny te były pod okupacją niemiecką.
17 lipca 2020 roku w wyniku decentralizacji do rejonu jaworowskiego przyłączono rejon mościski.

## Podział administracyjny rejonu
Rejon jaworowski od 2020 roku dzieli się na terytorialne hromady:
- Hromada Jaworów
- Hromada Mościska
- Hromada Nowojaworowsk
- Hromada Sądowa Wisznia
- Hromada Iwano-Frankowe
- Hromada Szeginie